# Emmelie de Forest
Emmelie Charlotte-Victoria de Forest, född 28 februari 1993 i Randers, är en dansk-svensk sångerska, låtskrivare och gitarrist. Hon vann Eurovision Song Contest 2013 då hon framförde Danmarks vinnande bidrag, "Only Teardrops".

## Biografi
Emmelie de Forest föddes i Randers men växte upp i staden Mariager med sin danska mor och svenske far Ingvar (1938–2010), som först bar efternamnet Engström men senare bytte efternamn till de Forest. Hon tillbringade även en stor del av sin barndom i Stockholm, där hennes bröder och systrar bor än idag, medan hon själv håller till i den danska huvudstaden Köpenhamn.
Hon började sjunga i tidig ålder och har sedan hon var 14 år turnerat över hela Danmark med den skotska musikern Fraser Neill. De har framträtt inte bara med egna låtar utan gjort även folk- och bluesversioner av redan kända låtar från artister som Nirvana och Johnny Cash.
Den 18 maj 2013 vann Emmelie de Forest Eurovision Song Contest i Malmö, Sverige, med låten "Only Teardrops". Knappt två månader senare, den 14 juli, framförde hon sången vid ett framträdande på kronprinsessan Victorias födelsedag på Öland.

## Karriär

### Eurovision Song Contest 2013

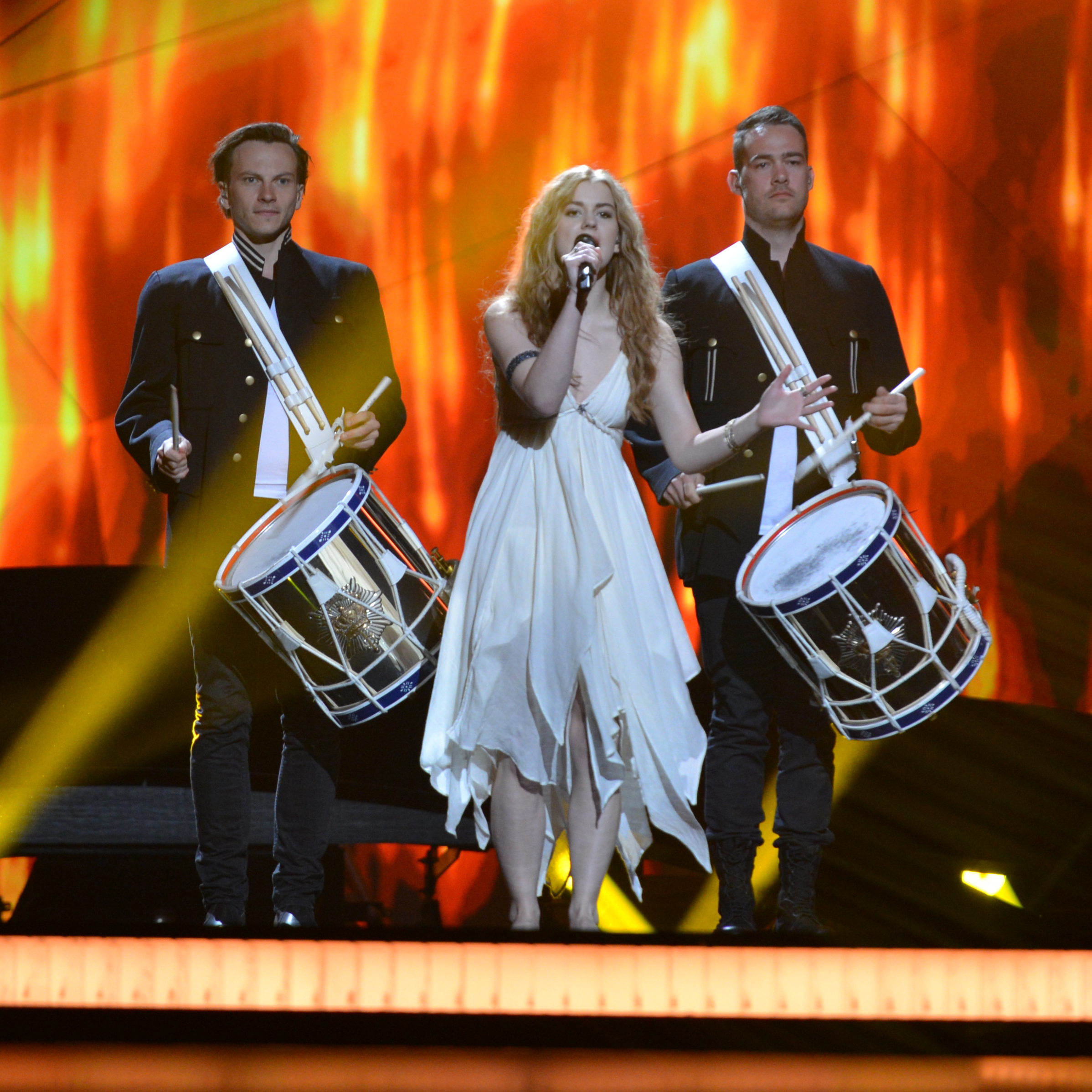
Emmelie de Forest framför "Only Teardrops" i första semifinalens genrep av ESC 2013 i Malmö.

Den 26 januari 2013 tävlade hon mot nio andra i Dansk Melodi Grand Prix 2013 med låten "Only Teardrops". Efter att resultaten kommit in stod det klart att hon vunnit tävlingen. Hon var TV-tittarnas favorit och juryns delade favorit. I och med segern fick hon representera Danmark i Eurovision Song Contest 2013 som hölls i Malmö i Sverige. Hon gjorde sitt framträdande med låten i den första semifinalen i Malmö Arena den 14 maj 2013, där hon senare vann finalen natten till den 19 maj.

## Diskografi

### Album
- 2013 – Only Teardrops

### EP
- 2014 – Acoustic Session

### Singlar
- 2013 – "Only Teardrops"
- 2013 – "Hunter & Prey"
- 2014 – "Rainmaker"
- 2014 – "Drunk Tonight"
- 2015 – "Hopscotch"